# NGC 6684
NGC 6684 is een lensvormig sterrenstelsel in het sterrenbeeld Pauw. Het hemelobject werd op 8 juni 1836 ontdekt door de Britse astronoom John Herschel.

## Theta Pavonis en het asterismeVlinderdas
NGC 6684 bevindt zich, vanaf de Aarde gezien, schijnbaar op korte afstand ten zuidzuidoosten van de ster θ Pavonis (Theta Pavonis). Amateurastronomen kunnen Theta Pavonis aanwenden als gidsster om op zoek te gaan naar NGC 6684. Theta Pavonis maakt deel uit van een asterisme dat de bijnaam Vlinderdas heeft gekregen. Dit asterisme heeft een schijnbare diameter van iets minder dan een graad.

## Synoniemen
- ESO 104-16
- AM 1843-651
- PGC 62453